# Мистецька подільська сотня
«Мистецька подільська сотня» — творче об'єднання співаків, музикантів, літераторів, художників, танцівників, журналістів — усіх творчих і небайдужих людей, що утворилося на волонтерських засадах у квітні 2014 року в Хмельницькій області і діяло до жовтня 2015 року. Мета діяльності — благодійні концерти та акції з метою фінансової і моральної підтримки українських військових на всій території України.
З жовтня 2015 року після офіційної реєстрації ГО «Творча сотня “Рух до перемоги”» діяльність було продовжено в межах даної ГО.

## Учасники
Співорганізатори «Мистецької подільської сотні» — письменниця Оксана Радушинська і співак Віктор Шайда.
У роботі «Мистецької подільської сотні» брали участь співаки: Марина Українець, Катерина Аргунова, Анастасія Гулевата, Назарій Поляков, Артем Ромасюков, Юрій Вилавський, Степан Дробіт, Олександр Петрук, репер Руслан Ковальчук, скрипаль Антон Вараниця, бандуристка Марина Круть, художниця Наталія Степанюк, поет Володимир Сідлецький, скрипалька Мая Онищук, баяніст Олександр Якубов, звукорежисер Сергій Грищук, юний сопілкар Денис Кузнєцов, фотограф Петро Радушинський. Заходи колективу відбувалися за участі 42 Гарнізонного Будинку офіцерів та його представників — Юрія Вилавського, капітана ЗСУ Олександра Петрука, директора Сергія Чеплакова.

## Діяльність
Творче об'єднання діяло у кількох напрямках:
- благодійні концерти у населених пунктах області і України з метою збору коштів для учасників бойових дій на Сході України;
- виступи у військових частинах, на полігонах перед військовослужбовцями різних родів військ, котрі перебувають на ротації, та мобілізованими.
- виступи у шпиталях України перед військовослужбовцями, що отримали поранення в зоні АТО.
- концерти у зоні АТО безпосередньо в місцях розташування частин.

Артисти колективу — професійні співаки, літератори та музиканти. Концертна програма розроблена на основі рекомендацій психологів, включає найкращі зразки української естради, повстанські пісні, інструментальну музику, гумор, авторську поезію і сприяє патріотичному та емоційному піднесенню, психологічному розвантаженню слухачів. Програми вибудовуються як текстово-пісенно-музичні вистави — щоразу жива і неповторна, оскільки до дійства залучаються глядачі: запрошуються до пісні, до танцю, до спілкування.
За ініціативи Віктора Шайди, при участі «Мистецької подільської сотні», організовано безстрокову благодійну акцію просто неба на вулиці Проскурівській у Хмельницькому, під час якої співаки музиканти, поети, художники, танцівники, дизайнери «вимінюють» своє мистецтво на гроші городян. У співпраці з благодійним фондом «Центр Добриня» і волонтерами спільноти Армія SOS Хмельницький зібрані кошти конвертуються в тактичне обладнання, засоби гігієни, одяг, взуття, продути харчування, спальники, питну воду, медикаменти і т. д. Акція триває від вересня 2014 року і задекларована як безстрокова — до закінчення російської збройної агресії проти України.
Артисти колективу регулярно здійснюють виїзди в зону проведення АТО. Як в рамках реалізації програми Міністерства культури України «Зброя культури», так і волонтерські поїздки, ініційовані учасниками «сотні». За ініціативи і організації Оксани Радушинської, побували з благодійними концертами в шпиталях Хмельниччини (м. Хмельницький, смт Сатанів, м. Старокостянтинів), неодноразово у Рівненському госпіталі, в смт Клевань, містах Вінниця, Біла Церква, Бердичів, Запоріжжя та Сватове.